# آمباکوبه
آمباکوبه (به لاتین: Ambakobe) یک منطقهٔ مسکونی در ماداگاسکار است که در واتووانی واقع شده‌است. آمباکوبه ۴٬۹۹۹ نفر جمعیت دارد.